# Casper ten Boom
Casper ten Boom (Haarlem, 18 maggio 1859 – L'Aia, 9 marzo 1944) è stato un orologiaio olandese di religione cristiana, ha aiutato molti ebrei e volontari della resistenza a sfuggire ai rastrellamenti nazisti durante l'Olocausto della seconda guerra mondiale. È il padre di Betsie e Corrie ten Boom, che aiutarono anche loro gli ebrei e furono deportati al campo di concentramento di Ravensbrück, dove Betsie morì. Casper morì il 9 marzo 1944 all'Aia, dopo nove giorni di reclusione nella prigione di Scheveningen. Nel 2008 è stato riconosciuto Giusto tra le Nazioni da Yad Vashem.

## Biografia
Casper è nato ad Haarlem da Willem ten Boom, che aveva un negozio di orologi. Quando Casper aveva 18 anni, aprì una gioielleria ad Amsterdam. Era cresciuto in una famiglia che apparteneva alla Chiesa riformata olandese e aveva una forte fede. Mentre viveva ad Amsterdam, iniziò ad operare tra i poveri, Tot Heil des Volks ("Per la salvezza del popolo"). In seguito tornò a vivere ad Haarlem.

### Matrimonio e famiglia
Alla scuola domenicale conobbe Cornelia Johanna Arnolda Luitingh (comunemente conosciuta come "Cor"), che sposò nel 1884; come suo padre, viveva e lavorava nello stesso edificio, con il negozio al piano terra e gli alloggi ai piani superiori. Lui e Cor ebbero cinque figli, quattro dei quali sopravvissero fino all'età adulta: Elisabeth "Betsie" (1885-1944), Willem (21 novembre 1886 - 13 dicembre 1946), Arnolda Johanna "Nollie" (1890 - 22 ottobre 1953) e Cornelia Arnolda Johanna "Corrie" (1892-1983); un altro bambino, Hendrick Jan (12 settembre 1888 - 6 marzo 1889), morì durante l'infanzia. La moglie di Casper morì nel 1921 per un ictus.
Mentre Willem e Nollie si sono sposati e si sono trasferiti, Casper ha vissuto con le sue due figlie non sposate, Betsie e Corrie, nella loro casa e nel laboratorio di orologeria. La famiglia ten Boom apparteneva alla Chiesa riformata protestante olandese. Willem sposò Tine van Veen ed ebbe quattro figli. Nollie sposò Flip van Woerden ed ebbe sei figli.

### Attività in tempo di guerra
I ten Boom erano cristiani devoti e generosi, credevano fermamente che le persone fossero uguali davanti a Dio. Nell'autobiografia The Hiding Place, nel 1918, la famiglia accolse il primo dei molti bambini adottivi che avrebbero accolto nel corso degli anni. Corrie ha gestito per 20 anni i servizi religiosi per bambini disabili. La Chiesa riformata olandese "ha protestato contro la persecuzione nazista degli ebrei come un'ingiustizia verso gli altri esseri umani e un affronto all'autorità divina".
Durante l'occupazione nazista dei Paesi Bassi, lui e le sue figlie si adoperarono attivamente nel dare rifugio in casa loro agli ebrei che stavano cercando di sfuggire ai nazisti. Nel maggio 1942, una donna si presentò e chiese aiuto, raccontando di essere ebrea, di suo marito che era stato arrestato diversi mesi prima e di suo figlio che si era nascosto per non essere catturato. Poiché le autorità l'avevano già visitata, aveva paura di tornare a casa. Aveva sentito che la famiglia ten Boom aveva aiutato altri ebrei e aveva chiesto se poteva stare con loro, e Casper fu subito d'accordo. Le disse:"In questa casa, il popolo di Dio è sempre il benvenuto". Quando i nazisti iniziarono a richiedere a tutti gli ebrei di indossare la stella di David, anche lui ne indossò volontariamente una.
Anche suo figlio Willem, un ministro della Chiesa riformata olandese che lavorava in una casa di cura aconfessionale, durante l'occupazione ha ospitato molti ebrei per salvarli dai nazisti.

### Arresto e morte

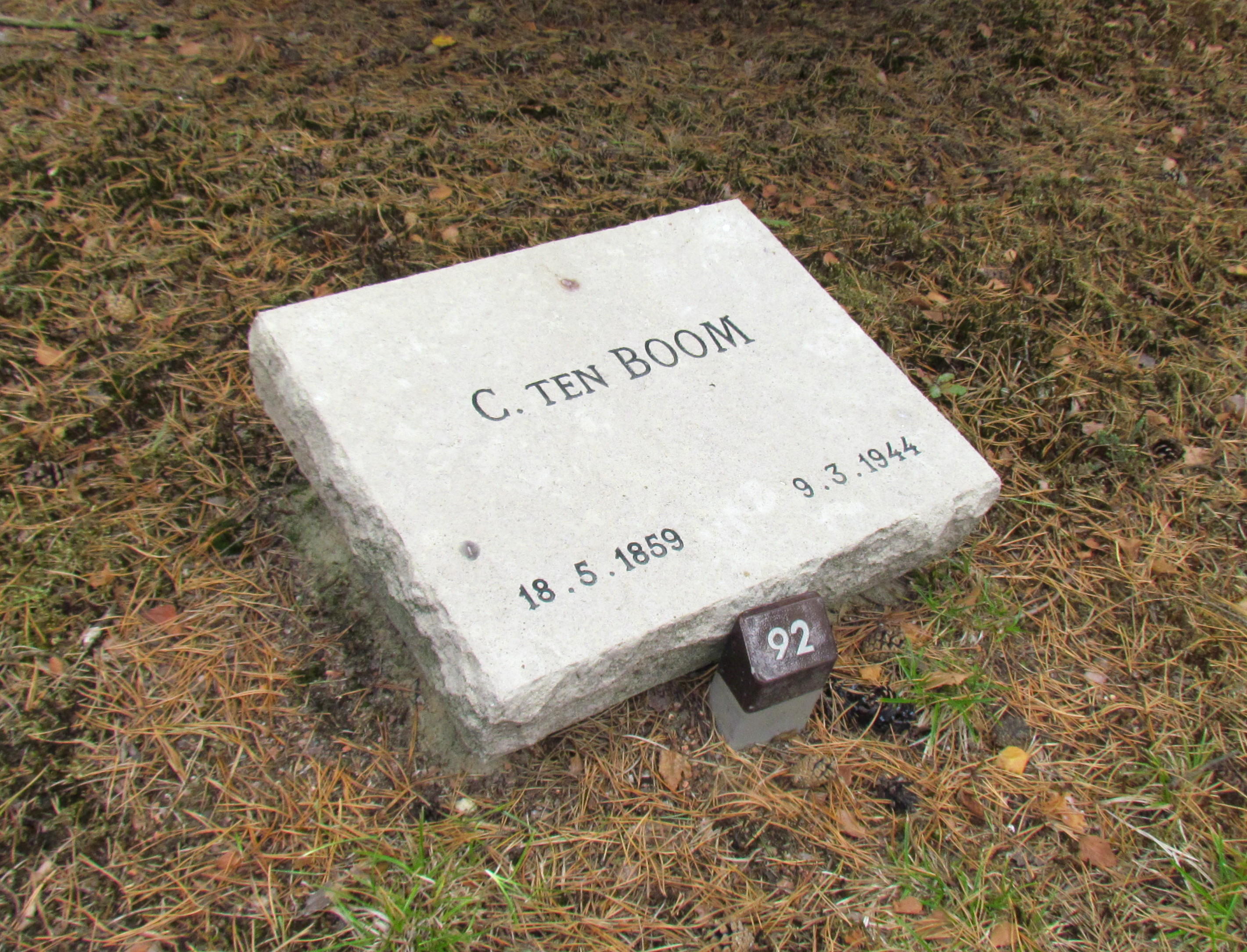
Pietra tombale di Casper ten Boom

Il 28 febbraio 1944, la Gestapo fece irruzione in casa sua e lo arrestò, insieme alle sue figlie, a suo figlio Willem e suo nipote Peter. La Gestapo ha arrestato anche altre persone che hanno frequentato la casa durante il giorno, portando un totale di circa 30 persone nel carcere di Scheveningen.
Quando fu interrogato in prigione, la Gestapo gli disse che lo avrebbero rilasciato per la sua età avanzata in modo che potesse "morire nel suo stesso letto". Rispose: "Se oggi vado a casa, domani apro la mia porta a chi bussa per chiedere aiuto". Quando gli è stato chiesto se sapeva di poter morire per aver aiutato gli ebrei, ha risposto: "Lo considererei il più grande onore che potesse capitare nella mia famiglia".
Il 9 marzo, Casper morì nell'ospedale municipale dell'Aia, all'età di 84 anni, dopo nove giorni nella prigione di Scheveningen. Sua figlia Betsie morì a Ravensbrück nel dicembre 1944. Willem contrasse la tubercolosi mentre era imprigionato per il suo attivismo nella resistenza olandese. Sebbene sia stato rilasciato, morì di tubercolosi poco dopo la guerra. Il figlio di Willem, Christiaan (comunemente noto come Kik), 24 anni, fu inviato al campo di concentramento di Bergen-Belsen anche lui per il suo attivismo nella resistenza dove morì durante la guerra. Corrie fu rilasciata da Ravensbruck diverse settimane dopo la morte di Betsie. Casper ten Boom fu sepolto al National Cemetery of Honors di Loenen.

## Onorificenze e memoria
- Il Ten Boom Museum di Haarlem, creato nella loro ex casa, onora tutta la famiglia.
- Nel 2008 è stato insignito da Yad Vashem come uno dei Giusti tra le Nazioni.